# 热氏中喙鯨
热氏中喙鯨或傑氏中喙鯨（學名：Mesoplodon europaeus）旧称热氏喙鲸，又称湾流喙鲸，欧洲喙鲸和安德烈斯喙鲸。其似乎從未在海上目擊過，但牠們可說是北美洲海岸最常擱淺的中喙鯨。在早期的文獻中，其學名為Mesoplodon gervaisi。多年來在北大西洋東部海岸發現的標本，只有1840年在英吉利海峽發現的一具浮屍，當時推測此鯨屍是被墨西哥灣流帶離其原分布地到達英吉利海峽。

## 基本資料
出生時身長體重：2.1m，體重未知。
最大身長體重紀錄：雄-至少4.5m、雌-至少5.2m；體重至少1,200kg。
壽命：平均24歲，由1頭個體的牙齒切片發現可能達48歲以上。

## 外型特徵
傑氏中喙鯨是中小型的喙鯨類，體型修長，兩側如同被擠壓般往身體中央集中。頭部小而尖細，嘴喙狹窄，嘴部曲線大致筆直。成年雄鯨在下顎處有2顆突出的牙齒，位於尖端後方約7-10公分處，外觀不怎麼顯眼。
由新鮮的擱淺個體判斷，其體色圖樣稀薄。一般而言背部呈暗灰而腹部呈淺灰色，未成年個體的腹部為白色，隨著年齡增長而逐漸加深。至少有部分成年雌鯨在肛門與生殖裂之間有明顯白色區塊，直徑約為15公分，但在成年雄鯨身上較不明顯。雌鯨在頭部喉嚨側面有淺色汙漬，眼睛旁邊則為黑色。

## 分布
傑氏中喙鯨似乎只分布於大西洋熱帶與暖溫帶海域。牠們在北大西洋西岸（特別是在美國佛羅里達的海岸）、墨西哥灣、與加勒比海等地的擱淺頻率較高，已知的擱淺地點最北位於紐約，最南達巴哈馬。

## 習性、生殖、食性
群體規模一般不大，其社會結構與習性皆不明，其生殖情形也未知。食性推測應以魷魚為主。

## 現狀
傑氏中喙鯨可能相當罕見，不過牠們是美國大西洋沿岸最常擱淺的喙鯨類。有時會受漁具影響而死亡，未有遭捕殺的記錄。